# Wilhelm Eckström
Wilhelm Eckström (* 9. Februar 1921 in Hamburg; † 30. Juli 1994) war ein deutscher SPD-Politiker und Hamburger Senator.
Wilhelm Eckström war gelernter Maschinenschlosser und von 1953 bis 1978 Mitglied der Hamburgischen Bürgerschaft. Von 1959 bis 1966 war er Geschäftsführer der SPD-Fraktion. 1966 wurde er Senator für Ernährung und Landwirtschaft, 1974 übernahm er zusätzlich das Ressort Verwaltungsdienst. Im Jahr 1976 schied Wilhelm Eckström aus dem Amt aus.